# Johann Kraus (personaggio)
Johann Kraus è uno dei personaggi del fumetto Hellboy, creato dall'artista statunitense Mike Mignola, è uno dei membri e scienziato tedesco del B.P.R.D..

## Altri media
- La versione cinematografica di Johann Kraus compare nel film Hellboy: The Golden Army del 2008, interpretato da John Alexander, doppiato da Seth MacFarlane e con la voce italiana di Francesco Vairano. Il suo cognome viene messo con due "S" all'infinito, Krauss.